# Innan
Innan är en psalm med text och musik av Tomas Boström.
Musikarrangemanget i Psalmer i 2000-talets koralbok är gjort av Karl Göran Ehntorp.

## Publicerad som
- Nr 899 i Psalmer i 2000-talet under rubriken "Kyrkliga handlingar".